# Amir Khan Muttaqi
Amir Khan Muttaqi (en pastún: امیر خان متقی‎,  [ˈAmɪr xɑn mʊtaˈqi]) es un líder político talibán afgano que desde el 7 de septiembre de 2021 actúa como ministro interino de Relaciones Exteriores. Fue miembro del equipo de negociación talibán en la Oficina de Catar.

## Biografía
Khan nació en el distrito de Nad Ali (Provincia de Helmand) 
Se desempeñó como Ministro de Educación, Ministro de Información y Cultura y como representante del gobierno talibán de 1996-2001 en las conversaciones dirigidas por las Naciones Unidas. Formó parte del grupo del Mawlawi Mohammad Nabi Mohammadi durante la yihad afgana, pero luego se unió al movimiento talibán cuando éste surgió.
El 17 de agosto de 2021, justo después de la caída de Kabul ante los talibanes, se informó que estaba en Kabul hablando con políticos no talibanes como Abdullah Abdullah y Hamid Karzai sobre la formación de un gobierno. Las fuerzas talibanes tomaron el control de Kabul, la capital de Afganistán, el 15 de agosto de 2021 durante una ofensiva militar contra el gobierno afgano que había comenzado en mayo de 2021.
El 7 de septiembre de 2021, los talibanes anunciaron los primeros miembros de un nuevo gobierno "en funciones", tres semanas después de alcanzar el pleno poder con la toma de control de Kabul el 15 de agosto. Amir Khan Muttaqi fue nombrado ministro interino de Relaciones Exteriores de Afganistán.